# Челата, Пьер Луиджи
Пьер Луи́джи Чела́та (итал. Pier Luigi Celata; род. 23 января 1937, Питильяно, королевство Италия) — итальянский куриальный прелат и ватиканский дипломат. Титулярный архиепископ Доклеи с 12 декабря 1985. Апостольский нунций на Мальте с 12 декабря 1985 по 6 июня 1995. Апостольский нунций в Сан-Марино с 7 мая 1988 по 6 июня 1995. Апостольский нунций в Словении с 24 июня 1992 по 6 июня 1995. Апостольский нунций в Турции с 6 июня 1995 по 3 марта 1999. Апостольский нунций в Туркмении с 3 апреля 1997 по 3 марта 1999. Апостольский нунций в Бельгии и Люксембурге с 3 марта 1999 по 14 ноября 2002. Секретарь Папского Совета по межрелигиозному диалогу и вице-префект Комиссии по религиозным связям с мусульманами с 14 ноября 2002 по 30 июня 2012. Вице-камерленго Святой Римской церкви с 23 июля 2012 по 20 декабря 2014.